# Hemieuxoa
Hemieuxoa is een geslacht van vlinders van de familie Uilen (Noctuidae), uit de onderfamilie Noctuinae.

## Soorten
- H. conchidia Butler, 1882
- H. interrupta Maassen, 1890
- H. molitrix Draudt, 1924
- H. nezia Schaus, 1911
- H. polymorpha Forbes, 1934
- H. rudens Harvey, 1874